# Apt, Vaucluse

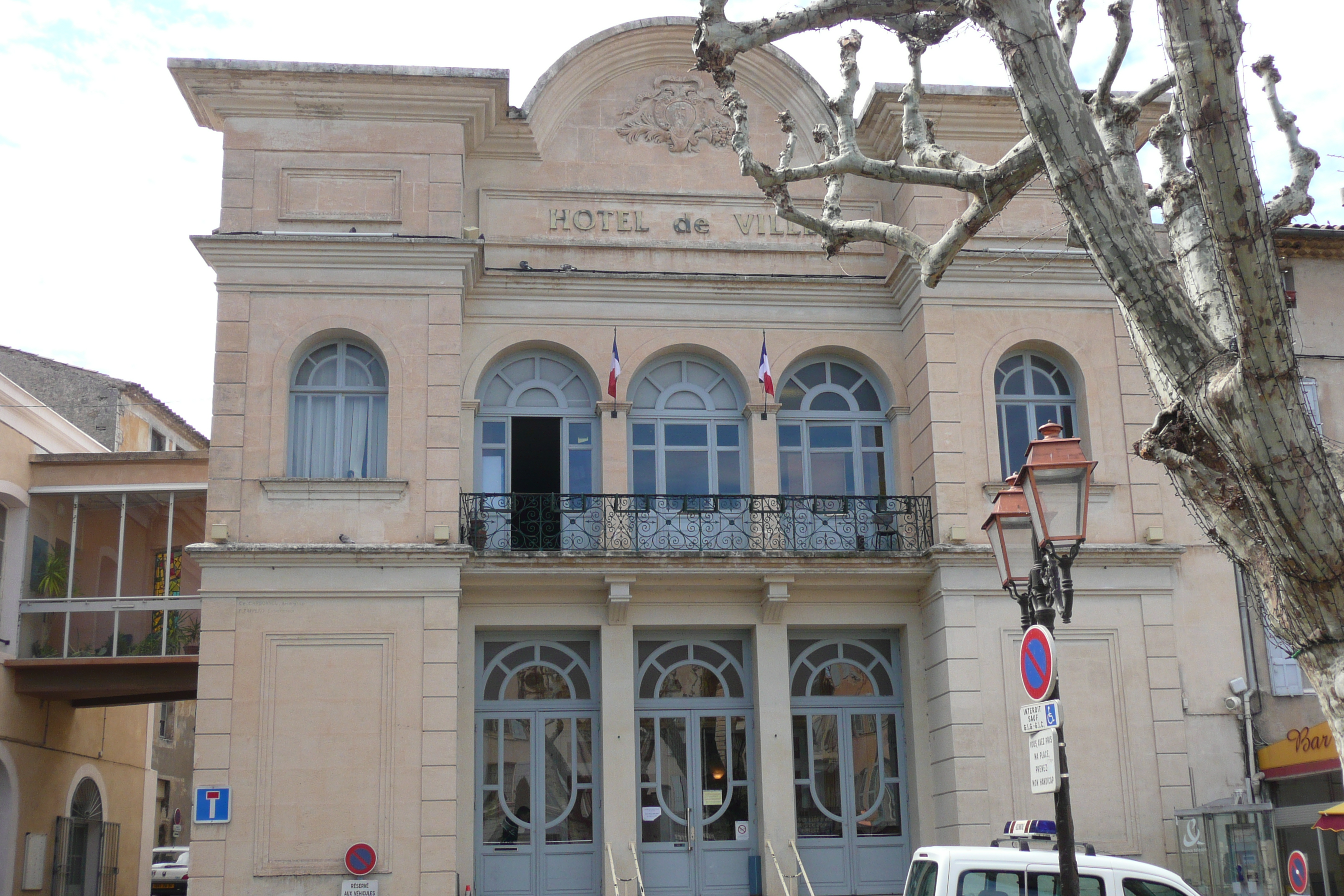
The City Hall in 2008

Apt (Provençal Occitan: At / Ate in both classical and Mistralian norms) là một xã của tỉnh Vaucluse, thuộc vùng Provence-Alpes-Côte d’Azur, miền đông nam nước Pháp.